# 車持部
車持部（くるまもちべ、くらもちべ）は古代日本の部民のひとつである。大王の輿輦の製作、管理などをつかさどった。その料地を所有し、管理した人々が伴造の車持公であるとされている。

## 歴史
『日本書紀』履中天皇5年条には、車持君が筑紫国の車持部をほしいままに検校し、さらに宗像神社に割き充てられていた車持部も奪った罪で筑紫の車持部を没収されたとある。

## 諸国の車持部
車持部が存在した、あるいは存在したと思われる国は以下の通りである。
- 大和国
- 摂津国（『新撰姓氏録』摂津皇別に「車持公、同じく豊城入彦命の後也」とある）
- 伊賀国（車持首がいた）
- 伊勢国（久留真神社がある）
- 上総国（『和名抄』長柄郡や埴生郡に車持郷が見え、車持公は射狭君の後裔とされる）
- 下総国（岡田郡に蔵持邑があり、印西市の池ノ下遺跡からは「下総国埴生郡酢取郷車持□・・・□暦二年正月十四」の長文墨書土器が出土した[2]）
- 常陸国（真壁郡に倉持邑があった）
- 近江国（神亀元年の志何郡計帳には車持君支麻須○。同2年に車以君支麻須○と見える）
- 河内国
- 播磨国
- 丹後国
- 上野国（群馬郡に群馬郷（くるまごう）があった）
- 若狭国（大飯郡に車持邑がある）
- 越前国
- 越中国（新川郡に車持郷がある）
- 筑紫国